# 助川静二
助川 静二（すけがわ せいじ、1885年（明治18年）10月10日 - 1974年（昭和49年）9月10日）は、大日本帝国陸軍軍人、陸軍司政長官。最終階級は陸軍少将。旧姓は水原。功四級。

## 経歴
1885年（明治18年）に北海道で生まれた。陸軍士官学校第19期卒業。1924年（大正13年）8月に陸軍歩兵少佐、1930年（昭和5年）3月に陸軍歩兵中佐に進級し、同時に歩兵第27連隊附となった。1932年（昭和7年）3月に第7師団副官に転じた。1935年（昭和10年）1月22日に台湾軍高級副官に就任し、3月15日に陸軍歩兵大佐に進級した。1937年（昭和12年）3月に歩兵第38連隊長（北支那方面軍のちに中支那方面軍・第2軍のちに上海派遣軍・第16師団・歩兵第30旅団）に転じた。日中戦争が勃発すると北支に出動し、保定会戦に参加した。その後中支に転戦し、南京攻略戦で戦果を挙げた。
1938年（昭和13年）7月15日に陸軍少将進級と同時に留守第16師団司令部附となり、1939年（昭和14年）3月9日に待命、3月22日に予備役に編入された。1942年（昭和17年）3月に陸軍司政長官となり、ケダー州長官に就任した。1943年（昭和18年）10月に同州がタイに編入されると、10月18日に州長官を辞任した。1944年（昭和19年）8月22日に召集され神戸連隊区司令官に就任し、1945年（昭和20年）3月31日に釧路連隊区司令官兼釧路地区司令官に転じて終戦を迎えた。
1947年（昭和22年）11月28日、公職追放仮指定を受けた。